# FC Bayern München in het seizoen 1990/91
Dit artikel beschrijft de prestaties van de Duitse voetbalclub FC Bayern München in het seizoen 1990/91, waarin de club voor het tweede keer de Duitse supercup won.

## Spelerskern
| Naam                | Nationaliteit | Geboortedatum | Vorige club              |
| ------------------- | ------------- | ------------- | ------------------------ |
| Keepers             |               |               |                          |
| Raimond Aumann      | Duitsland     | 12-10-1963    | /                        |
| Gerald Hillringhaus | Duitsland     | 22-06-1962    | /                        |
| Sven Scheuer        | Duitsland     | 19-01-1971    | /                        |
| Verdedigers         |               |               |                          |
| Rainer Aigner       | Duitsland     | 04-09-1967    | /                        |
| Klaus Augenthaler   | Duitsland     | 26-09-1957    | /                        |
| Max Eberl           | Duitsland     | 21-09-1973    | /                        |
| Roland Grahammer    | Duitsland     | 03-11-1963    | 1. FC Nürnberg           |
| Ulf Kliche          | Duitsland     | 07-08-1969    | /                        |
| Jürgen Kohler       | Duitsland     | 06-10-1965    | 1. FC Köln               |
| Markus Münch        | Duitsland     | 07-09-1972    | /                        |
| Hans Pflügler       | Duitsland     | 27-03-1960    | /                        |
| Stefan Reuter       | Duitsland     | 16-10-1966    | 1. FC Nürnberg           |
| Middenvelders       |               |               |                          |
| Manfred Bender      | Duitsland     | 24-05-1966    | SpVgg Unterhaching       |
| Stefan Effenberg    | Duitsland     | 02-08-1968    | Borussia Mönchengladbach |
| Hans Dorfner        | Duitsland     | 03-07-1965    | 1. FC Nürnberg           |
| Allan Nielsen       | Denemarken    | 13-03-1971    | /                        |
| Manfred Schwabl     | Duitsland     | 18-04-1966    | SV Sandhausen            |
| Michael Sternkopf   | Duitsland     | 21-04-1970    | Karlsruher SC            |
| Thomas Strunz       | Duitsland     | 25-04-1968    | 1. FC Nürnberg           |
| Olaf Thon           | Duitsland     | 01-05-1966    | MSV Duisburg             |
| Thorsten Wörsdörfer | Duitsland     | 26-09-1967    | /                        |
| Christian Ziege     | Duitsland     | 01-02-1972    | Hertha Zehlendorf        |
| Aanvallers          |               |               |                          |
| Brian Laudrup       | Denemarken    | 22-02-1969    | KFC Uerdingen 05         |
| Alan McInally       | Schotland     | 10-02-1963    | Aston Villa              |
| Radmilo Mihajlović  | Joegoslavië   | 19-11-1964    | Dinamo Zagreb            |
| Roland Wohlfarth    | Duitsland     | 11-01-1963    | MSV Duisburg             |

- = Aanvoerder

### Technische staf
|                 |                               |               |
| Functie         | Naam                          | Nationaliteit |
| Coach           | Jupp Heynckes (foto)          | Duitsland     |
| Assistent-coach | Egon Coordes                  | Duitsland     |
| Teamarts        | Hans-Wilhelm Müller-Wohlfahrt | Duitsland     |

## Resultaten
| Bundesliga   | DFB-Pokal   | DFB-Supercup | Europacup I  |
| ------------ | ----------- | ------------ | ------------ |
|              |             |              |              |
| Vicekampioen | 1/32 finale | Winnaar      | Halve finale |

## Uitrustingen
Hoofdsponsor: Opel

Sportmerk: adidas
| Thuis | Uit | Alternatief | Alternatief |

## Transfers

### Zomer
| Naam                | Nationaliteit | Van/naar                 | Type           |
| ------------------- | ------------- | ------------------------ | -------------- |
| Inkomend            |               |                          |                |
| Stefan Effenberg    | Duitsland     | Borussia Mönchengladbach | Gekocht        |
| Brian Laudrup       | Denemarken    | KFC Uerdingen 05         | Gekocht        |
| Michael Sternkopf   | Duitsland     | Karlsruher SC            | Gekocht        |
| Thorsten Wörsdörfer | Duitsland     | SpVgg 05/99 Bad Homburg  | Gekocht        |
| Christian Ziege     | Duitsland     | Hertha Zehlendorf        | Gekocht        |
| Uitgaand            |               |                          |                |
| Helmut Winklhofer   | Duitsland     |                          | Einde carrière |
| Ludwig Kögl         | Duitsland     | VfB Stuttgart            | Verkocht       |
| Hans-Dieter Flick   | Duitsland     | 1. FC Köln               | Verkocht       |
| Norbert Nachtweih   | Duitsland     | AS Cannes                | Verkocht       |
| Thomas Kastenmaier  | Duitsland     | Borussia Mönchengladbach | Verkocht       |

### Winter
| Naam                | Nationaliteit | Van/naar       | Type     |
| ------------------- | ------------- | -------------- | -------- |
| Uitgaand            |               |                |          |
| Hans Dorfner        | Duitsland     | 1. FC Nürnberg | Verkocht |
| Radmilo Mihajlović  | Joegoslavië   | FC Schalke 04  | Verkocht |
| Thorsten Wörsdörfer | Duitsland     | FC Schalke 04  | Verkocht |

## Bundesliga

### Eindstand
|    | Club                     | Wed | W  | G  | V  | Pnt | Saldo |
| -- | ------------------------ | --- | -- | -- | -- | --- | ----- |
| 1  | 1. FC Kaiserslautern     | 34  | 19 | 10 | 5  | 48  | 72-45 |
| 2  | FC Bayern München        | 34  | 18 | 9  | 7  | 44  | 74-41 |
| 3  | SV Werder Bremen         | 34  | 14 | 14 | 5  | 42  | 46-29 |
| 4  | Eintracht Frankfurt      | 34  | 15 | 10 | 9  | 40  | 63-40 |
| 5  | Hamburger SV             | 34  | 16 | 8  | 10 | 40  | 60-38 |
| 6  | VfB Stuttgart            | 34  | 14 | 10 | 10 | 38  | 57-44 |
| 7  | 1. FC Köln               | 34  | 13 | 11 | 10 | 37  | 50-43 |
| 8  | Bayer 04 Leverkusen      | 34  | 11 | 13 | 10 | 35  | 47-46 |
| 9  | Borussia Mönchengladbach | 34  | 9  | 17 | 8  | 35  | 49-54 |
| 10 | Borussia Dortmund        | 34  | 10 | 14 | 10 | 34  | 46-57 |
| 11 | SG Wattenscheid 09       | 34  | 9  | 15 | 10 | 33  | 42-51 |
| 12 | Fortuna Düsseldorf       | 34  | 11 | 10 | 13 | 32  | 40-49 |
| 13 | Karlsruher SC            | 34  | 8  | 15 | 11 | 31  | 46-52 |
| 14 | VfL Bochum               | 34  | 9  | 11 | 14 | 29  | 50-52 |
| 15 | 1. FC Nürnberg           | 34  | 10 | 9  | 15 | 29  | 40-54 |
| 16 | FC St. Pauli             | 34  | 6  | 15 | 13 | 27  | 33-53 |
| 17 | Bayer 05 Uerdingen       | 34  | 5  | 13 | 16 | 23  | 34-54 |
| 18 | Hertha BSC               | 34  | 3  | 8  | 23 | 14  | 37-84 |

Kampioen 1.FC Kaiserslautern plaatste zich voor de Europacup I 1991/92
Bekerwinnaar Werder Bremen plaatste zich voor de Europacup II 1991/92
Bayern München, Eintracht Frankfurt, Hamburger SV en VfB Stuttgart namen deel aan de UEFA Cup 1991/92
Bayer 05 Uerdingen en Hertha BSC (rechtstreeks) en FC St. Pauli (na promotie/degradatie wedstrijden) degradeerden naar de 2. Bundesliga
FC Schalke 04, MSV Duisburg (rechtstreeks en Stuttgarter Kickers (na promotie/degradatie wedstrijden) promoveerden uit de 2. Bundeliga
Voor het seizoen 1991/92 werd de Bundesliga met twee clubs uitgebreid om op deze wijze toelating van twee voormalige Oost-Duitse clubs uit de DDR-Oberliga tot de Bundesliga mogelijk te maken. De twee best geklasseerde clubs, Hansa Rostock en Dynamo Dresden werden toegelaten.

## Individuele prijzen
| Prijs                  | Winnaar          |
| ---------------------- | ---------------- |
| Topschutter Bundesliga | Roland Wohlfarth |

## Afbeeldingen

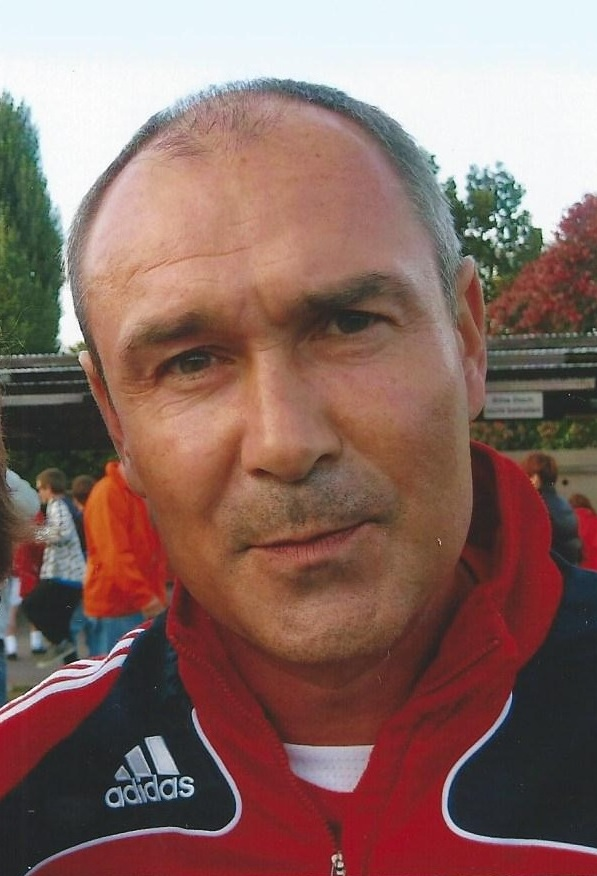
Raimond Aumann (doelman)
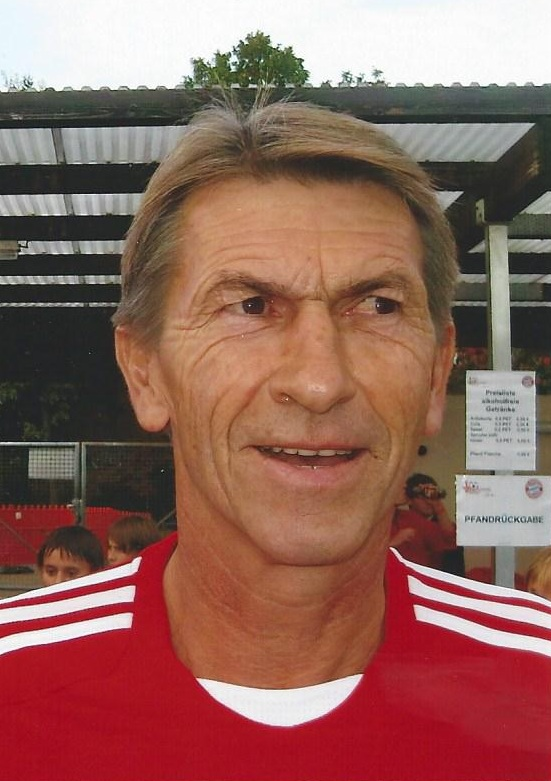
Klaus Augenthaler (verdediger)
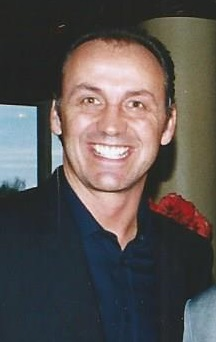
Jürgen Kohler (verdediger)
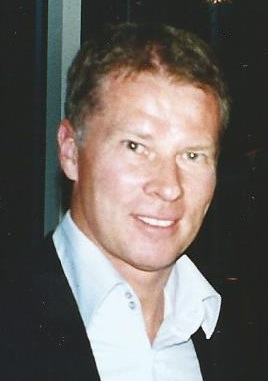
Stefan Reuter (verdediger)
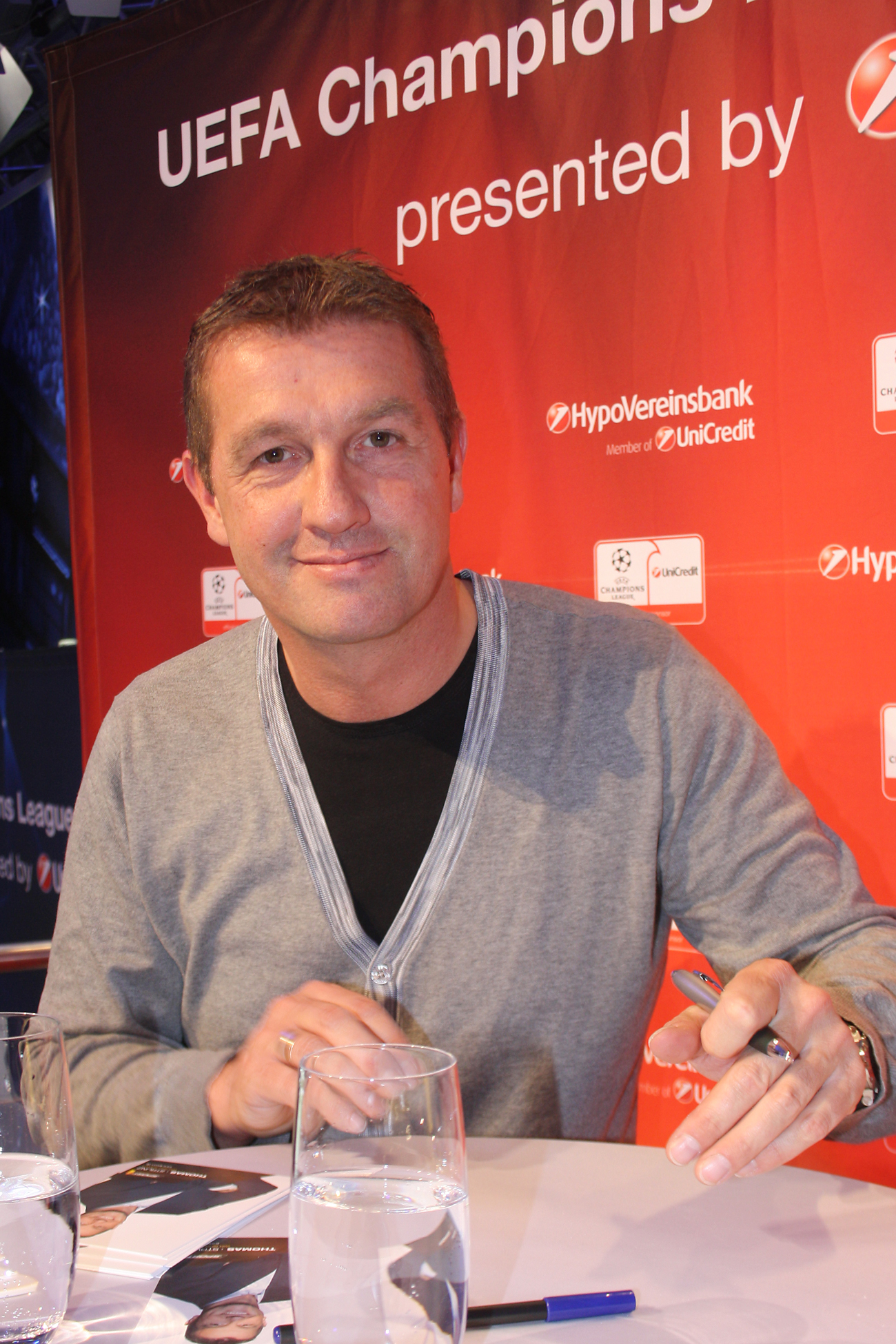
Thomas Strunz (middenvelder)
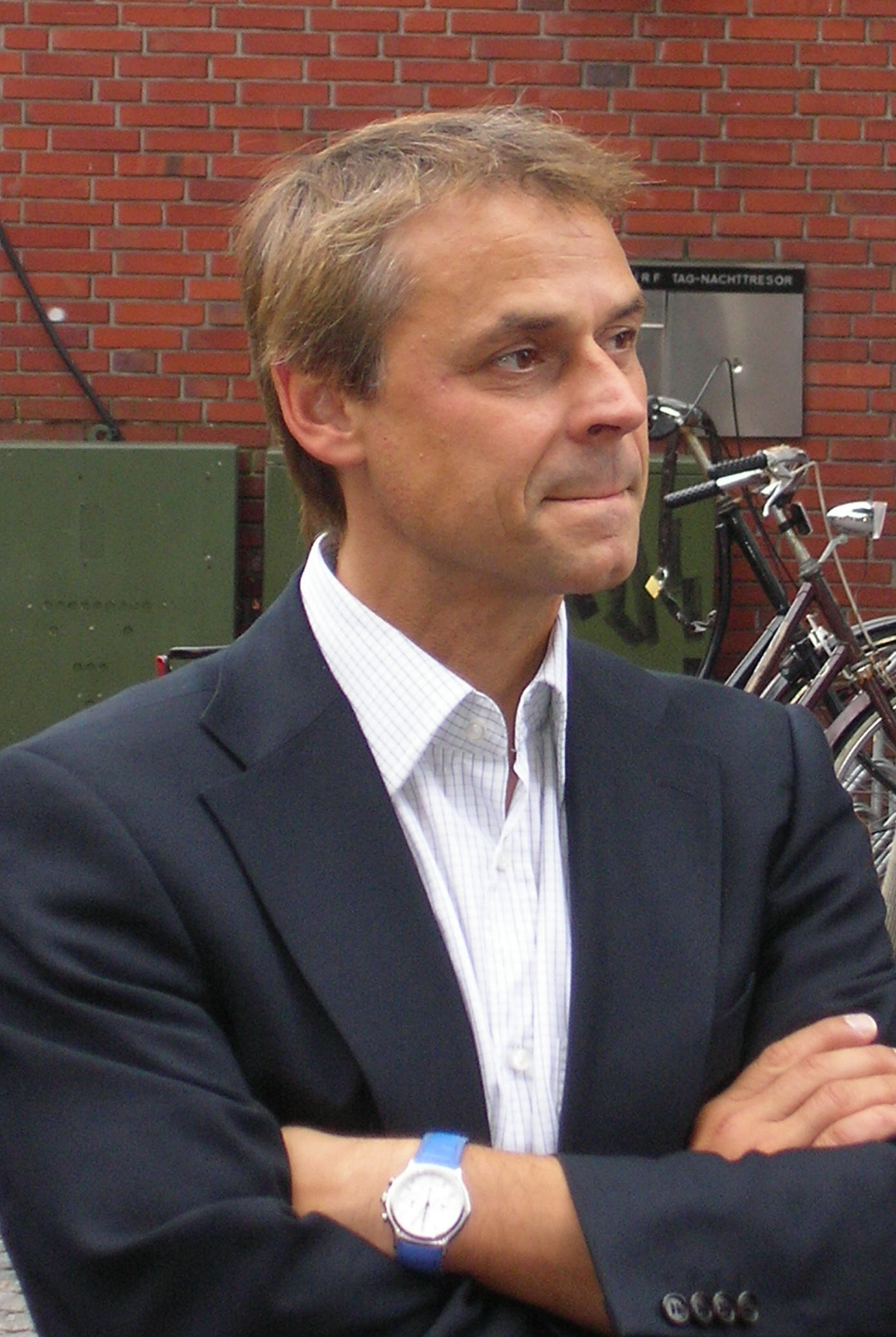
Olaf Thon (middenvelder)
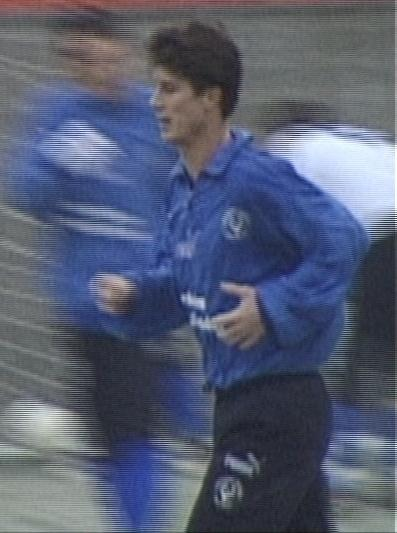
Brian Laudrup (aanvaller)